# Organleihe
Von einer Organleihe spricht das deutsche öffentliche Recht, insbesondere beim Verwaltungsrecht, wenn ein Organ eines Hoheitsträgers für einen anderen Hoheitsträger tätig wird und dabei nach außen als Organ des entleihenden Hoheitsträgers auftritt.

## Beispiele

### Zwischen Ländern und Kommunen
Ein Beispiel ist in den meisten Bundesländern der Landrat, der grundsätzlich ein Organ des Landkreises ist, vom Land aber auch als allgemeine untere staatliche Verwaltungsbehörde „ausgeliehen“ wird. 

### Zwischen Bund und Ländern
Das Finanzverwaltungsgesetz (FVG) regelt in § 5b:

„Durch Verwaltungsvereinbarung mit dem jeweiligen Land kann der Bund die Leitung und Erledigung seiner Bauaufgaben im Wege der Organleihe Landesbehörden sowie Landesbetrieben, Sondervermögen des Landes und landesunmittelbaren juristischen Personen des öffentlichen Rechts übertragen. Die Verwaltungsvereinbarung muss vorsehen, dass die Landesbehörden die Anordnungen des fachlich zuständigen Bundesministeriums zu befolgen haben.“

Die Bauaufgaben des Bundes sind – außer den Bauaufgaben für Verfassungsorgane des Bundes, die obersten Bundesbehörden, Bauangelegenheiten des Bundes in Berlin sowie den Bauangelegenheiten der Bundesrepublik Deutschland im Ausland – aufgrund dieser Ermächtigung durch bilaterale Organleiheabkommen den Ländern übertragen worden. Einzelheiten regeln die Richtlinien für die Durchführung von Bauaufgaben des Bundes (RBBau).
Einen weiteren Fall der Organleihe von Landesbehörden zugunsten des Bundes regelt § 18a FVG:

„Im Zeitraum vom 1. Juli 2009 bis zum 30. Juni 2014 bedient sich das für die Verwaltung der Kraftfahrzeugsteuer zuständige Bundesministerium der Finanzen bei der Verwaltung der Kraftfahrzeugsteuer der Landesfinanzbehörden einschließlich der Zulassungsbehörden, soweit diese gemäß § 12 Absatz 5 Satz 2, § 13 Absatz 1a Satz 5 und Absatz 2 Satz 2 des Kraftfahrzeugsteuergesetzes als Landesfinanzbehörden tätig werden, im Wege der Organleihe. Diese gelten als Bundesfinanzbehörden, soweit sie die Kraftfahrzeugsteuer verwalten, und unterliegen insoweit der Fachaufsicht des Bundesministeriums der Finanzen. Die obersten Finanzbehörden der Länder haben den Vollzug der Anordnungen des Bundesministeriums der Finanzen zu gewährleisten.“

Der umgekehrte Fall einer Organleihe von Bundesbehörden zugunsten von Ländern ist in einigen Ländern zur Ausführung des Gesetzes über den Abbau der Fehlsubventionierung im Wohnungswesen (AFWoG) geregelt worden. Beispielsweise hat das Land Nordrhein-Westfalen mit dem Bundeseisenbahnvermögen ein Verwaltungsabkommen über die Organleihe zur Bearbeitung der Fehlbelegungsabgabe geschlossen.

### Im europäischen Verwaltungsrecht
Auch im europäischen Verwaltungsrecht wird diskutiert, ob eine Kooperation im Wege der Organleihe in Betracht kommt.

## Folgen
Ein theoretischer Vorteil liegt in der Ersparnis der Kosten für ein eigenes Organ. In der Praxis werden aber Kostenerstattungen vereinbart, z. B. in § 18a Abs. 2 FVG.
Das betroffene Organ ist bei der Tätigkeit für den Entleiher rechtlich wie ein eigenes Organ zu behandeln. Das hat zur Folge, dass es dessen Weisungen unterliegt, seine Handlungen diesem zuzurechnen sind und dieser damit auch haftet. 
Relevant wird die Organleihe auch für die Wahl des richtigen Klagegegners im Verwaltungsprozessrecht: Nach dem Rechtsträgerprinzip, das etwa in § 78 Abs. 1 Nr. 1 VwGO zum Ausdruck kommt, ist eine Klage gegen den Rechtsträger der jeweiligen Behörde zu richten. Wird in obigem Beispiel der Landrat als Behörde des Landkreises tätig, so ist also der Landkreis zu verklagen; wird der Landrat dagegen im Wege der Organleihe als Staatsbehörde tätig, so ist der „Staat“ (also das jeweilige Bundesland) zu verklagen.

## Abgrenzung
Von der Organleihe abzugrenzen ist der Fall, dass ein Hoheitsträger lediglich im Auftrag eines anderen dessen Aufgaben wahrnimmt und sich dazu seiner eigenen Organe bedient. Das kommt etwa bei den Pflichtaufgaben nach Weisung der Gemeinde vor. Weil die Organleihe ein schwerwiegender Eingriff in die Organisationshoheit eines Verwaltungsträgers ist, bedarf sie einer gesetzlichen Grundlage; im Zweifel ist von bloßer Auftragsverwaltung auszugehen.